# Bozânta Mare, Maramureș
Bozânta Mare (în maghiară Nagybozinta) este un sat ce aparține orașului Tăuții-Măgherăuș din județul Maramureș, Transilvania, România.

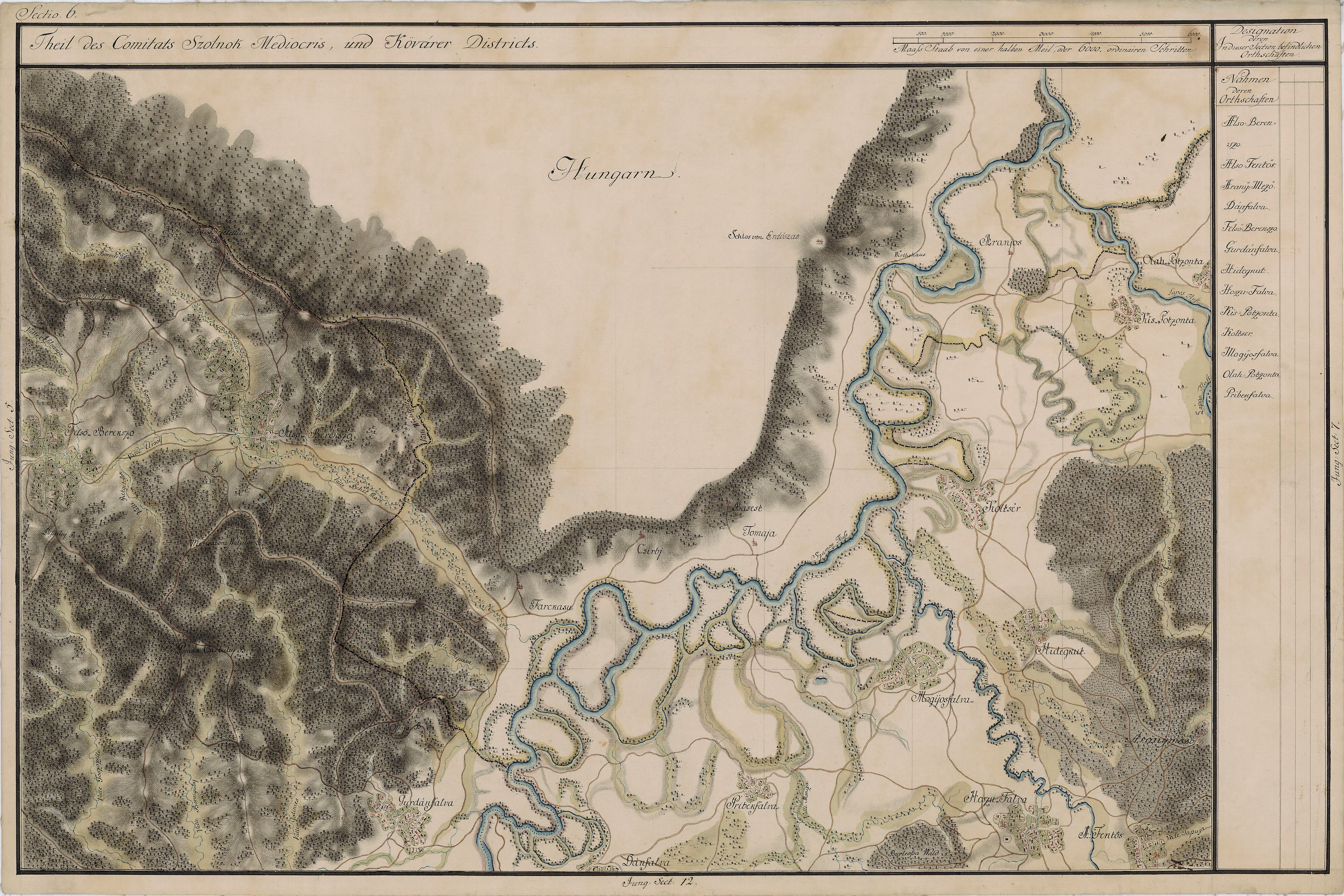
Bozânta Mare în Harta Iosefină a Transilvaniei

## Istoric
Prima atestare documentară: 1383 (Bozytha). 

## Etimologie
Etimologia numelui localității: din n.fam. Boz (< s. boz, boji „plantă ebacee cu miros neplăcut" < ucr. baze, magh. bodza), Bozin + suf. magh. -t + suf. top. -a; cu determinantul Mare. 

## Demografie
La recensământul din 2011, populația era de 567 locuitori. 

## Obiectiv memorial
Monumentul Eroilor Români din Primul Război Mondial. Opera comemorativă a fost dezvelită în perioada 1930-1935, în memoria a 34 de eroi. În inscripția de pe latura frontală sunt pomeniți militarii care au murit în Primul Război Mondial: „LUPTĂ BUNĂ AM LUPTAT/ SPRE MĂRIREA LUI DUMNEZEU S-A/ RIDICAT ACEASTĂ SFÂNTĂ CRUCE/ ÎNTRU POMENIREA EROILOR CĂZUȚI/ DIN BOZÂNTA MARE, ÎN LUPTELE/1914-1919“.

## Personalități
- Aurel Hețco (1884 - 1967),  deputat în Marea Adunare Națională de la Alba Iulia 1918. În galeria personalităților marcante din generația Marii Uniri, care și-au desfășurat activitatea în Sălajul istoric, la loc de cinste se înscrie și avocatul Aurel Hetco. S-a născut la 26 februarie 1884 în localitatea Bozânta Mare, județul Maramureș. Tatăl său, Vasile Hetco era preot, iar mama sa, Maria, casnică. La vârsta de 3 ani rămâne orfan de tată, mama sa făcând eforturi foarte mari pentru a-l trimite la școală. A urmat cursurile școlii primare și liceale la Baia Mare. Conform afirmațiilor sale, de la vârsta de 14 ani, fiind un „elev eminent” s-a întreținut singur la studii, prin meditațiile pe care le acorda „altor elevi mai norocoși” ca el. După bacalaureat, ca bursier, s-a înscris la Academia de Drept din Oradea, unde a urmat cursurile juridice, în perioada 1902-1905. Aici i-a avut colegi, printre alții, pe Sever Erdely, fost avocat în Oradea și fruntaș PNȚ, Ioan June și Ioan Prodan, foști avocați. Ultimul an de facultate l-a urmat la Cluj, unde i-a avut colegi, printre alții, pe Ioan Tiberiu, fost avocat în Baia Mare și Ioan Moldovan, notar public în Bihor. A obținut diploma de doctor în Drept la Universitatea din Cluj, iar după stagiatură a dat examenul și a primit diploma de avocat la Budapesta. Stagiatura a făcut-o în perioada 1906-1910 la avocații Max Șimon din Cluj și Aurel Nilvan din Șomcuta Mare. În anul 1911 și-a deschis birou avocațial la Jibou, lucrând alături de dr. Ladislau (Vasile) Ghiurco, până la izbucnirea Primului Război Mondial, când a fost înrolat ca ofițer în rezervă. Tânărul avocat se implică activ în viața cultural-național românească a urbei de pe Someș. Astfel, în anul 1912 a fost unul dintre principalii organizatori ai despărțământului Jibou al Astrei. Adunarea de constituire a despărțământului a avut loc pe data de 14 noiembrie 1912. Delegat din partea Comitetului central al Astrei din Sibiu cu înființarea despărțământului a fost protopopul districtului Noțig, Gavril Cherebețiu. Noul despărțământ cuprindea localitățile aparținătoare cercurilor administrative Jibou și Zalău. Președinte al despărțământului a fost ales Teofil Dragomir, proprietar în Lupoaia, iar Aurel Hetco a fost ales notar. El este singurul care se înscrie ca membru pe viață, ceilalți 22 s-au înscris ca membri ordinari. Rolul jucat de Aurel Hetco în cadrul despărțământului este recunoscut chiar de către Teofil Dragomir, președintele despărțământului, în discursul rostit cu ocazia inaugurării monumentului sergentului-erou Ilie Popa, la Jibou: „D-l dr. Aureliu Hetco s-a înscris în istoria acestui ținut mărginaș al etnicității noastre, deja sub stăpânirea străină, când, în anul 1912, a organizat «Despărțământul Jibou» al Astrei pentru Cultura și Literatura poporului român, în cadrul căruia prin întruniri culturale, serate, conferințe, discursuri, reprezentații teatrale, articole de ziare pentru popor s-a ținut mereu aprinsă flacăra conștiinței și mândriei românești”. Aurel Hetco s-a căsătorit cu Mela Popeea, fiica eruditului profesor brașovean Ion Popeea și nepoată a episcopului-academician, Nicolae Popeea. Pentru zelul cu care s-a dedicat în timpul războiului ca soră de caritate, îngrijirii soldaților răniți și bolnavi în spitalele din Brașov, Bârlad și Iași, soția sa a fost decorată cu înaltul ordin „Regina Maria cl. II. După izbucnirea Marelui Război, Aurel Hetco a fost încorporat la Regimentul 32 Infanterie Dej. Cu această unitate a participat la bătăliile de pe frontul din Serbia, apoi pe frontul din Galiția în 1916-1917. A primit gradul de sublocotenent și apoi locotenent, comandant de pluton. În anul 1918, conform declarațiilor sale ulterioare, a participat la bătăliile de pe frontul italian, de unde, în toamna anului 1918 a venit acasă și s-a înrolat ca voluntar în Gărzile Naționale.